# Brian Hartline
Brian Hartline (North Canton, 22 novembre 1986) è un ex giocatore di football americano e allenatore di football americano statunitense che svolge il ruolo di coordinatore offensivo e allenatore dei wide receiver degli Ohio State Buckeyes della NCAA. In precedenza ha militato nel ruolo di wide receiver per Miami Dolphins e i Cleveland Browns della National Football League (NFL). Fu scelto nel corso del quarto giro (108º assoluto) del Draft NFL 2009 dai Dolphins. Al college ha giocato a football a Ohio State

## Carriera da giocatore

### Miami Dolphins
Al Draft 2009, Hartline fu selezionato come 108ª scelta dai Dolphins. Debuttò nella NFL il 13 settembre 2009 contro gli Atlanta Falcons. Nella sua stagione da rookie disputò tutte le 16 partite della stagione regolare, due delle quali come titolare, ricevendo 506 yard e segnando 3 touchdown.
Nella stagione 2010, l'11 dicembre, fu inserito in lista infortunati per la rottura di un dito, perdendo le ultime 4 partite della stagione regolare. La sua stagione si concluse ricevendo 615 yard e segnando un touchdown.
Nel 2011, Brian disputò tutte le 16 partite, 10 delle quali come titolare, ricevendo 549 yard e segnando un touchdown.

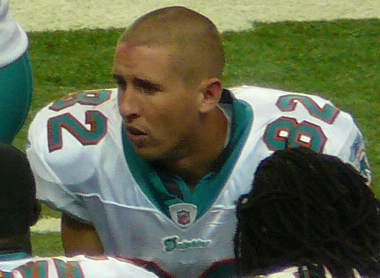
Hartline coi Dolphins.

Malgrado l'essere stato tormentato dagli infortuni per tutta la pre-stagione e il training camp 2012, Hartline giocò nel debutto stagionale contro gli Houston Texans e si impose come il primo ricevitore della squadra dopo lo scambio di Brandon Marshall coi Chicago Bears. Nella sconfitta della settimana 4 contro gli Arizona Cardinals, Hartline giocò una partita d'alto livello stabilendo il record di franchigia dei Dolphins con 253 yard ricevute e segnando il primo touchdown della stagione su passaggio del quarterback rookie Ryan Tannehill. Dopo questa prestazione, Hartline guidò la NFL in yard ricevute.
Dopo due sconfitte dell'ultimo minuto, i Dolphins nella quinta settimana vinsero la seconda gara della stagione contro i Cincinnati Bengals con Hartline che guidò la squadra con 59 yard ricevute. Nella settimana 9, Brian tornò a guidare i Dolphins con 107 yard ricevute nella sconfitta contro i Colts. A fine stagione, il giocatore superò per la prima volta le mille yard ricevute in un'annata (1.053) con un solo touchdown segnato in sedici partite, tutte tranne una come titolare.
Il 7 marzo 2013, Hartline firmò un prolungamento contrattuale quinquennale del valore di 31 milioni di dollari, 12,5 milioni dei quali garantiti,  coi Miami Dolphins. Nella prima gara della stagione 2013 ricevette 9 passaggi per 104 yard e un touchdown nella vittoria sui Cleveland Browns. Il secondo TD lo segnò due settimane dopo contro gli Atlanta Falcons, contribuendo a mantenere imbattuti i Dolphins. Tornò a segnare nella settimana 13 nella netta vittoria sui Jets che tenne aperte le speranze di playoff della sua squadra. La domenica successiva, contro gli Steelers in un Heinz Field innevato, segnò il suo quarto touchdown nella vittoria per 34-28.

### Cleveland Browns
Il 9 marzo 2015, Hartline firmò un contratto biennale da 6 milioni di dollari con I Cleveland Browns, con cui disputò l'ultima stagione in carriera.

### Record di franchigia dei Miami Dolphins
- Maggior numero di yard ricevute in una partita (253)